# Stanley Majid
Stanley Majid (ur. 14 grudnia 1929) – birmański bokser, uczestnik Letnich Igrzysk Olimpijskich 1952.
Na igrzyskach w Helsinkach startował w wadze lekkopółśredniej. Jedyny swój pojedynek Majid stoczył 29 lipca w 1/8 finału (w 1/16 miał wolny los). Poniósł porażkę w trzeciej rundzie (przez RSC) z Erkkim Malleniusem z Finlandii, późniejszym brązowym medalistą tych zawodów.
Uczestnik igrzysk azjatyckich. Brał udział m.in. w ich trzeciej edycji, odpadł w półfinale wagi lekkośredniej (porażka z Osamu Takahashim z Japonii). W tej samej kategorii wagowej zdobył złoty medal na Igrzyskach Półwyspu Indochińskiego 1959 w Bangkoku (obecnie igrzyska Azji Południowo-Wschodniej), pokonując Taja Sutepa Suttiwudiego.
W wadze półśredniej zdobył wicemistrzostwo Azji Południowo-Wschodniej w 1957 roku. Przegrał wtedy z Japończykiem Tamotsu Ishiim.